# Edgard Gunzig
Edgard Gunzig es un físico y cosmólogo belga. 

## Biografía
Edgard nace en Mataró el 23 de junio de 1938, durante la guerra civil española. En aquellos momentos sus padres habían acudido a luchar en defensa de la República Española.  Jakob (o Jacques) Gunzig fue Oficial en las Brigadas Internacionales. Rachel Ekstejn actuó en los Servicios Farmacéuticos de las Brigadas Internacionales. En 1939 la familia pudo reunirse en Francia y establecerse en Bélgica. Durante la ocupación alemana Edgard fue confiado a otra familia, dado el riesgo extremo que conllevaba la actividad de sus padres contra los nazis. Jacques es capturado por la Gestapo en Bruselas en 1942 y semanas después es deportado al campo de concentración de Mauthausen, donde era asesinado el 28 de julio, apenas nueve días después de su llegada.
Terminada la Guerra Mundial Rachel recupera a su hijo y posteriormente se establecen en Polonia, país de nacimiento de Rachel. Allí se inicia Edgard en las matemáticas, pero madre e hijo se encuentran con muchas dificultades y regresan al final a Bélgica. 
Es en Bélgica donde Edgard realizará la mayor parte de sus estudios y toda su carrera científica. Su ingreso en la Universidad libre de Bruselas tiene lugar en 1957. Allí ha sido profesor de relatividad general. Sus trabajos han abordado el vacío cuántico, así como la inflación cósmica, de la que ha sido uno de los precursores. Es el autor de la teoría del bootstrap. 
Es padre del escritor Thomas Gunzig.